# Смоленско-Владимирский приход в Гордеевке
Церкви Смоленской и Владимирской икон Божией Матери — православные храмы Нижегородской епархии в посёлке Гордеевка в Нижнем Новгороде.
Смоленская церковь — один из четырёх сохранившихся памятников строгановского барокко — является объектом культурного наследия федерального значения.

## История

### Смоленская церковь
Объект культурного наследия народов РФ федерального значения. Рег. № 521510212970006 (ЕГРОКН). Объект № 5210009003 (БД Викигида)

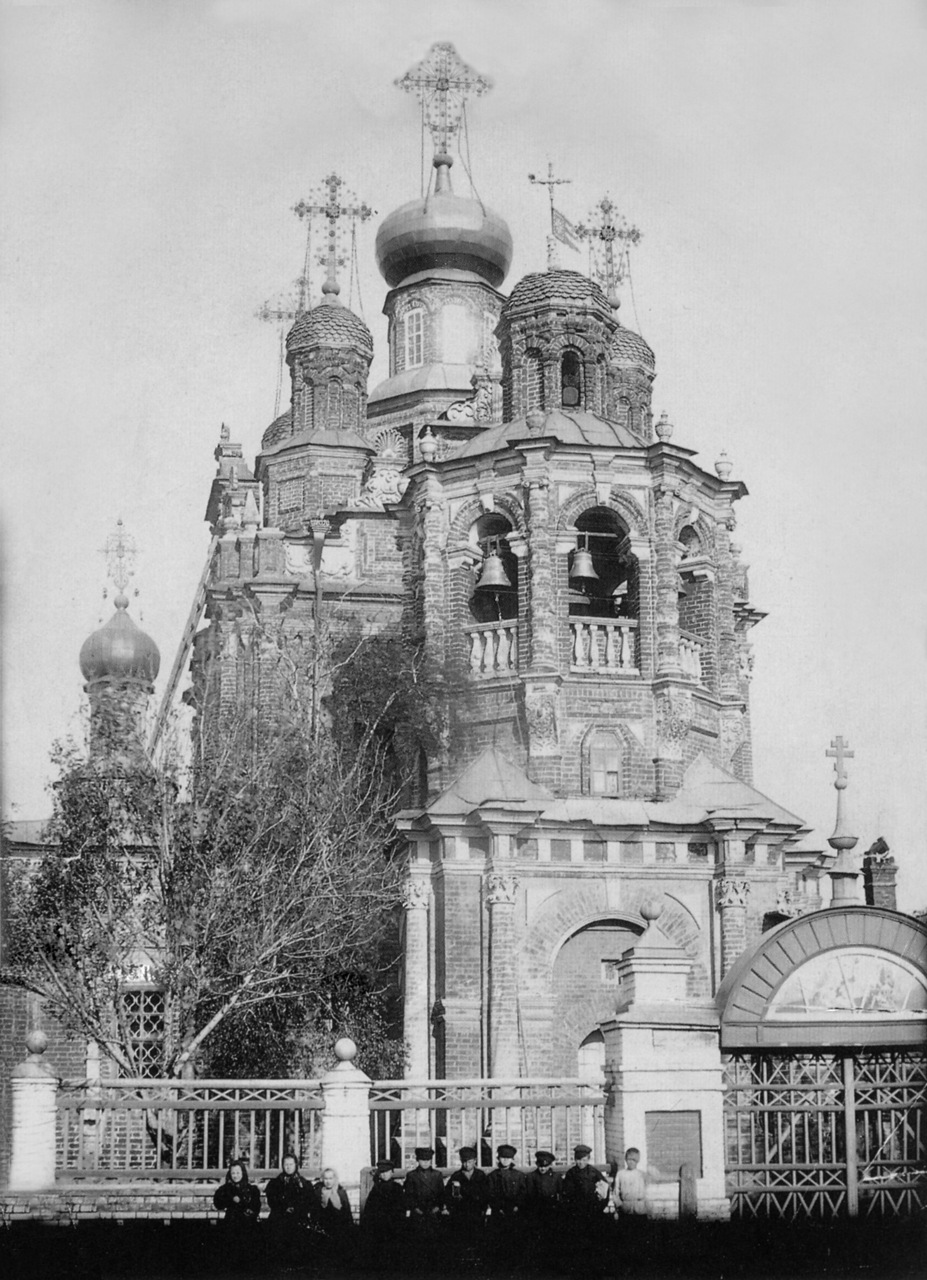
Смоленская церковь в начале XX века

Строительство домовой каменной церкви в честь Смоленской иконы Божией Матери начато в 1680-х годах по указу Григория Дмитриевича Строганова. Такой же храм был заложен в Устюжне-Железопольской. Придел в честь Киево-Печерских чудотворцев Антония и Феодосия был освящён митрополитом нижегородским Павлом 22 декабря 1694 года, освящение главного престола в честь Смоленской иконы Пресвятой Богородицы состоялось 25 июля 1697 года.
После переезда Строгановых в Москву в 1705 году Смоленская церковь стала приходской. В 1930 году церковь была закрыта. В 1934 году церковь хотели взорвать, но по настоянию сотрудников Горьковского краевого музея уникальное здание было сохранено. До начала 1990-х годов её здание использовалось как музейный склад. В 1993 году церковь передана епархии. В 2005—2006 годах был позолочен главный купол.
В 2018 году в церкви были начаты ремонтные работы, а в 2019 году — масштабная реставрация с восстановлением исторического облика по 3D-моделям и с применением резьбы из белого камня, завершённая[уточнить] к 800-летию Нижнего Новгорода в 2021 году.

#### Престолы
- Главный — в честь Смоленской иконы Божией Матери;
- Северный — в честь преподобных Антония и Феодосия, Киево-Печерских чудотворцев.

### Владимирская церковь
Объект культурного наследия народов РФ регионального значения. Рег. № 521410327300005 (ЕГРОКН). Объект № 5210009002 (БД Викигида)

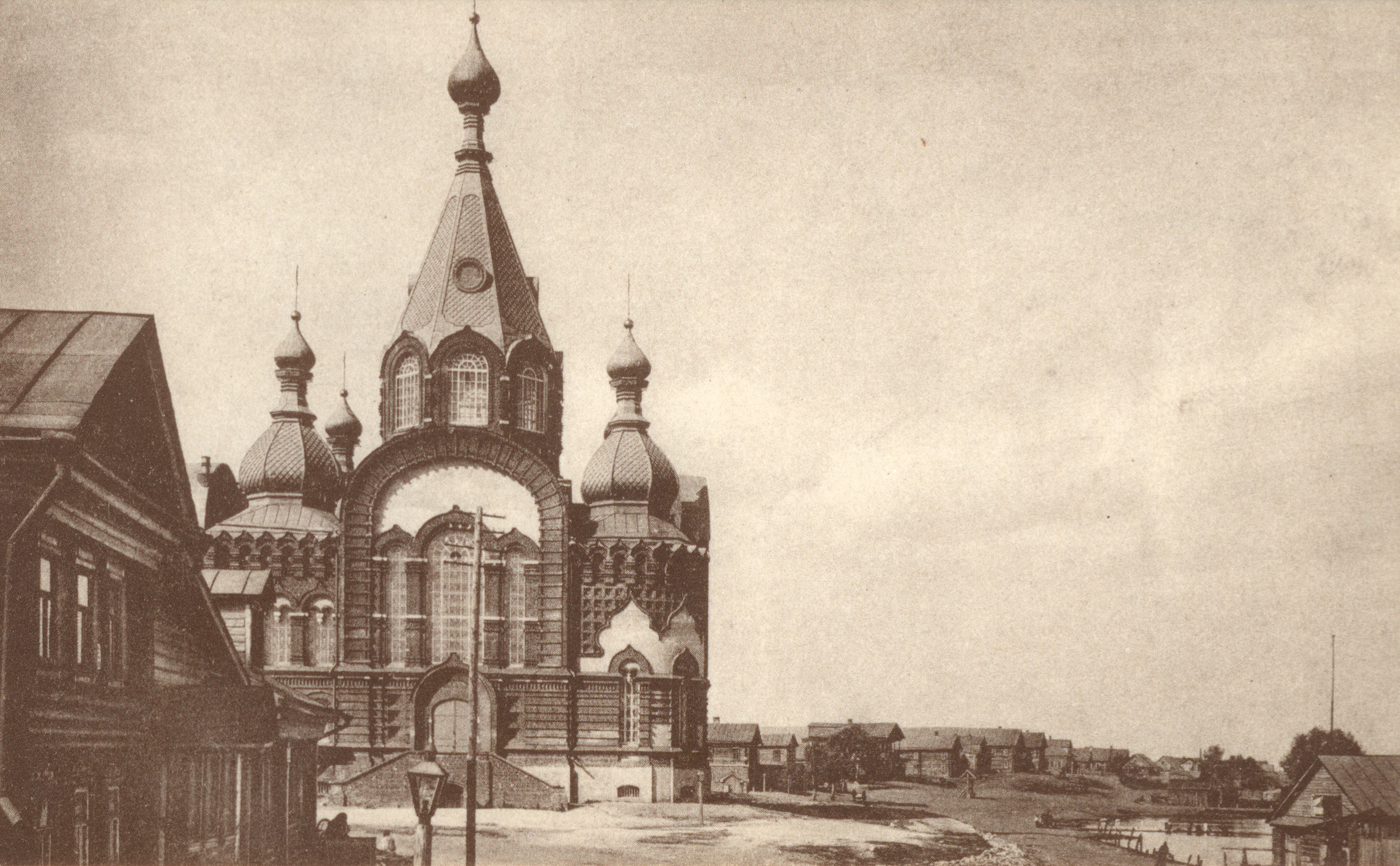
Владимирская церковь в начале XX века. Фото М. П. Дмитриева

Владимирскую церковь было решено перестроить в 1902 году. Строительство велось по проекту архитектора Д. Фёдорова и было завершено в 1907 году. Освящение совершалось в три этапа, по мере достройки: в феврале 1908 года, мае 1908 года и сентябре 1909 года.
Службы проводились до 1926 года.
В сентябре 1998 года храм передан Нижегородской епархии; в этом же году началось восстановление центрального купола. Год потребовался на освобождение от строительного мусора и оборудования пекарни, из ям для приготовления солевых растворов было вывезено более 500 КАМАЗов грязи.
В 2012 году митрополит Георгий освятил два креста для установки на главах церкви.

#### Престолы
- Главный — в честь Владимирской иконы Божией Матери (освящён в 2019 году);
- Северный — в честь Покрова Пресвятой Богородицы (освящён в 2013 году);
- Южный в честь святителя Николая Мирликийского (освящён в 2015 году).

#### Приход
В 1997 году открылась воскресная школа. При школе работает детский театр «Ковчег» и вокальный ансамбль «Золотые купола».
По благословению архиепископа Георгия с 2003 года открыта подростковая военно-патриотическая дружина имени святого праведного воина Феодора Ушакова. Руководителем дружины был назначен иерей Сергий Симагин.
Настоятелем прихода с 2012 года является протоиерей Сергий Симагин. Тогда же начались и масштабные внутренние работы во Владимирском храме.

## Святыни
- Икона с крестом-мощевиком с частицами мощей преподобного Сергия Радонежского, преподобного Варнавы Гефсиманского и мучеников, пострадавших от нашествия сарацин.

## Настоятели
- Протоиерей Николай Игошев — до 2011 года[6].
- Иерей Кирилл Бакутов — с 2011 по май 2012 года.
- Протоиерей Сергий Симагин с мая 2012 года по настоящее время.